# Michael Huff
Michael Wayne Huff (Irving, 6 marzo 1983) è un ex giocatore di football americano statunitense che ha giocato nel ruolo di free safety nella National Football League (NFL). Fu scelto nel corso del primo giro (7º assoluto) del Draft NFL 2006 dagli Oakland Raiders. Al college giocò a football coi Texas Longhorns.

## Carriera universitaria
Huff al college giocò a football all'Università del Texas nella Big Twelve dal 2002 al 2005. In 51 partite, 50 delle quali come titolare, totalizzò 318 tackle, 2 sack, 3 fumble recuperati e 6 forzati. Nel suo ultimo anno coi Longhorns vinse il campionato NCAA e venne premiato come All-American.

## Carriera professionista

### Oakland Raiders
Huff fu scelto nel corso del primo giro del Draft 2006 dai Raiders. Il 24 luglio firmò un contratto di 5 anni per 43.200.000 dollari (15.000.000 garantiti). Debuttò nella NFL l'11 settembre 2006 contro i San Diego Chargers nel ruolo di strong safety. Il 22 ottobre contro gli Arizona Cardinals forzò la prima safety in carriera.
Il 16 settembre 2007 contro i Denver Broncos mise a segno il suo primo sack in carriera. Il 4 novembre contro gli Houston Texans forzò il suo primo fumble in carriera. Il 25 dello stesso mese contro i Kansas City Chiefs mise a segno il primo intercetto.
Il 14 settembre 2008 contro i Chargers fece registrare un intercetto e recuperò un fumble. La settimana successiva contro i Chiefs mise a segno altri due intercetti.
Il 10 ottobre 2010 contro i San Diego Chargers, Huff compì un sack decisivo su Philip Rivers forzando un fumble, oltre a 11 tackle, di cui 9 solitari. Grazie a quest'ottima prestazione vinse il titolo di miglior difensore della settimana della AFC. Il 24 ottobre contro i Denver Broncos forzò un fumble. Il 7 novembre contro i Kansas City Chiefs mise a segno un sack su Matt Cassel forzando a un fumble. Il 5 dicembre contro i Chargers mise a referto un intercetto sul lancio di Philip Rivers. Il 26 dello stesso mese, contro gli Indianapolis Colts, fece il suo secondo intercetto stagionale su Peyton Manning. Il 2 gennaio 2011 contro i Chiefs totalizzò il terzo intercetto stagionale. A fine stagione fu inserito nel Second-team All-Pro dall'Associated Press.
Il 1º agosto 2011, dopo esser diventato unrestricted free agent, Huff rifirmò con i Raiders. In stagione saltò 4 partite a causa di vari infortuni. Il 9 ottobre contro i Texans mise a segno un intercetto decisivo nella end zone dei Raiders su Matt Schaub. Il 27 novembre, contro i Miami Dolphins, fece registrare il secondo intercetto stagionale su Caleb Hanie. Saltò le ultime due partite per un infortunio ai muscoli ischiocrurali.
Il 10 settembre 2012, i Raiders debuttarono nella nuova stagione con una sconfitta contro i San Diego Chargers. Huff mise a segno 6 tackle totali. Il 23 dello stesso mese contro i Pittsburgh Steelers giocò da titolare come cornerback a causa dell'infortunio del compagno di squadra Shawntae Spencer. Il 14 ottobre contro gli imbattuti Atlanta Falcons compì un importante intercetto su Matt Ryan sulla linea delle proprie 2 yard. L'11 novembre, nella pesante sconfitta contro i Baltimore Ravens, fece un intercetto sulle 19 yard avversarie ai danni di Joe Flacco.
Il 12 marzo 2013 i Raiders decisero di svincolare il giocatore per risparmiare spazio salariale.

### Baltimore Ravens
Il 27 marzo 2013, Huff firmò un contratto triennale del valore di 6 milioni di dollari coi Baltimore Ravens. Il 30 ottobre 2013 fu svincolato.

### Denver Broncos
Il 19 novembre 2013, Huff firmò coi Denver Broncos. Con essi giocò 3 gare e mise a segno 2 tackle, venendo svincolato a fine anno.

## Palmarès

### Franchigia
- American Football Conference Championship: 1

Denver Broncos: 2013

### Individuale
- (1) Second-team All-Pro (2010)
- (1) Miglior difensore della settimana della AFC (5a settimana della stagione 2010)
- Jim Thorpe Award (2005)

## Statistiche
| Partite totali      | 118 |
| Partite da titolare | 94  |
| Tackle              | 446 |
| Sack                | 5,5 |
| Safety              | 1   |
| Intercetti          | 11  |
| Fumble forzati      | 4   |

Statistiche aggiornate alla stagione 2013